# Мегакл (архонт)
Мегакл (др.-греч. Μεγακλῆς; VII век до н. э.) — древнегреческий политический деятель из рода Алкмеонидов, архонт Афин приблизительно в 630 году до н. э. Возглавил борьбу с «Килоновой смутой» и в ходе этой борьбы совершил святотатство, из-за чего Алкмеониды позже были изгнаны.

## Биография
Мегакл принадлежал к сословию эвпатридов и к роду Алкмеонидов — одному из наиболее знатных и влиятельных в Аттике. Он возводил свою генеалогию к Алкмеону, сыну Силла, правнуку пилосского царя Нестора, действующего в «Илиаде» Гомера.
О жизни Мегакла известно немногое. Приблизительно в 630 году до н. э. он был архонтом Афин. В тот самый год аристократ Килон попытался захватить власть над Афинами: во главе вооружённого отряда он занял Акрополь, но там был осаждён. Сам Килон смог сбежать, а его сторонникам пришлось сдаться из-за жажды и голода. Несмотря на их попытку найти защиту у богини, они были убиты. В одной из трёх версий этих событий фигурирует Мегакл: согласно Плутарху, архонт уговорил сторонников Килона спуститься с Акрополя и предоставить суду решить их судьбу. «Они привязали к статуе богини нитку и держались за нее. Но когда они, сходя с Акрополя, поравнялись с храмом Почтенных Богинь, нитка сама собой оборвалась. Мегакл и другие архонты бросились хватать заговорщиков под тем предлогом, что богиня отвергла их мольбу. Кто был вне храма, тех побили камнями, а кто искал прибежища у алтарей, тех закололи».
Это избиение впоследствии сочли святотатством, и всю вину за него возложили на Алкмеонидов. Последние были изгнаны из Афин — либо при следующем поколении, в начале VI века до н. э., либо ещё при жизни Мегакла. Трупы Алкмеонидов, умерших до этого момента (в их числе мог быть и труп Мегакла) вырыли из могил и выбросили за пределы Аттики. Позже члены рода вернулись в Афины и снова были изгнаны. В связи с этим в историографии появилась гипотеза о том, что в действительности изгнание было только одно и что у античных авторов раздвоилась информация об одном Алкмеониде Мегакле. Сначала этот человек подавил мятеж Килона, а позже был то врагом, то союзником и зятем тирана Писистрата.
Антиковеды констатируют, что против Килона Мегакл выступил не из-за принципиальной враждебности к тирании, а только потому, что он и мятежник принадлежали к разным аристократическим кланам, конкурировавшим между собой. Из-за той же конкуренции всю вину в связи со святотатством возложили на Алкмеонидов.
Сыном Мегакла был Алкмеон — изгнанный из родного города, а позже вернувшийся. К потомкам Мегакла относятся выдающиеся афинские политики Клисфен, Перикл, Алкивиад.